# Next Generation EU
Il Next Generation EU (NGEU), meglio noto in Italia con i nomi informali di Recovery Fund o Recovery Plan (o, a volte, di Fondo europeo per la ripresa), è un fondo dal valore di 750 miliardi di euro approvato nel luglio del 2020 dal Consiglio europeo al fine di sostenere gli Stati membri colpiti dalla pandemia di COVID-19. Il fondo NGEU copre gli anni 2021-2026 e sarà accompagnato dal bilancio 2021-2027 dell'UE, per un valore totale di 1824,3 miliardi di euro.

## Storia

### Premessa e contesto
In un vertice dei leader dell'UE il 26 marzo 2020, la Germania e quattro paesi europei definiti frugali (Danimarca, Paesi Bassi, Austria e Svezia), pur riconoscendo la rilevanza della crisi sanitaria ed economica provocata dal Covid, hanno rifiutato un'iniziativa europea congiunta incentrata sull'emissione di Eurobond.
Quando il virus ha iniziato a prendere piede in Europa, bloccando milioni di persone a causa dei vari confinamenti nazionali e della sospensione del trattato di Schengen e paralizzando le economie in tutta Europa, la situazione è diventata insostenibile e nel maggio 2020 il presidente francese Emmanuel Macron e la tedesca Angela Merkel hanno concordato sull'attuazione e lo stanziamento di un fondo di aiuto economico, proponendo 500 miliardi di euro di aiuti da promulgare attraverso l'emissione di un debito europeo comune.

### Accordo NGEU
Il fondo NGEU, istituito alla fine del vertice europeo del luglio 2020, mira ad arginare i danni causati dalla pandemia di COVID-19, rilanciando l'economia attraverso investimenti nell'economia verde e nel digitale.
I fondi saranno erogati attraverso 390 miliardi di euro di sovvenzioni e 360 miliardi di euro in prestiti a lunga durata e dovranno essere rimborsati entro il 2058.
L'NGEU è limitato nel tempo: il 70% delle sovvenzioni fornite dall'RRF sarà impegnato nel 2021 e 2022. Il restante 30% sarà impegnato nel 2023. Le modalità di assegnazione per gli anni 2021-2022 saranno in base al tasso di disoccupazione e per l'anno 2023 in base alla perdita cumulativa del PIL reale osservata nel periodo 2020-2022.
Il 30% dei fondi è destinato al cosiddetto Green New Deal, in conformità con l'accordo di Parigi sul clima.
Tra le clausole per ricevere i soldi del fondo, viene menzionata l'importanza dello stato di diritto del Paese contraente. Con la risoluzione del Parlamento europeo votata il 16 dicembre 2020, viene introdotto un meccanismo secondo il quale è possibile sospendere i pagamenti UE, qualora un Paese membro violi lo stato di diritto. Tale clausola si aggiunge a un altro strumento già esistente utilizzato per far fronte alle violazioni dello stato di diritto. In caso di violazione infatti è anche possibile applicare l'articolo 7 del TUE, il quale prevede che quando "esiste un evidente rischio di violazione grave da parte di uno Stato membro dei valori di cui all'articolo 2" è possibile "sospendere alcuni dei diritti derivanti allo Stato membro in questione". Polonia e Ungheria hanno inizialmente posto resistenza alla clausola e hanno imposto il veto. In seguito la Commissione e i due Stati dissidenti hanno trovato una soluzione di compromesso.
Per ricevere sostegno dall'RRF, gli Stati membri - valutati tecnicamente dalla Commissione - devono preparare dei piani e dei progetti nazionali, che comprendano obiettivi e costi stimati. Alla fine il Consiglio europeo approverà le proposte attraverso una maggioranza qualificata.
Ogni stato membro che intende utilizzare questi investimenti deve destinare il 37% della spesa all'economia verde e il 21% agli investimenti digitali.
Il termine per la presentazione dei piani per accedere al fondo è il 30 aprile 2021.

## Il PNRR
Per accedere ai fondi di Next Generation EU ogni Stato membro dovrà presentare un piano per definire un pacchetto coerente di riforme e investimenti per il periodo 2021-2026.
Per rispondere alla crisi finanziaria determinata dall'epidemia da COVID-19, che ha generato un'emergenza sanitaria planetaria e un blocco produttivo di proporzioni inedite con l'adozione di misure di emergenza che hanno avuto forti ricadute sul piano sociale, «a fine dicembre 2020, il Consiglio dell'Unione europea e il Parlamento europeo hanno raggiunto l'accordo sul nuovo Quadro Finanziario Pluriennale per il 2021-2027, superando i veti in uno sforzo di solidarietà e rendendo operative tutte le risorse disponibili per il rilancio dell’Unione».
Il PNRR è uno strumento che potrà consentire, con la programmazione e l'attuazione degli investimenti previsti, di rendere il paese più sostenibile e inclusivo, con un’economia più avanzata e dinamica.

## Il PNRR in Italia
Il Piano Nazionale di Ripresa e Resilienza (PNRR) è il documento stilato dal Governo italiano per gestire gli investimenti. Il totale degli investimenti previsti è di 222,1 miliardi di euro, così ripartiti:
- 191,5 miliardi di euro, finanziati attraverso il Dispositivo per la Ripresa e la Resilienza, lo strumento chiave del Next Generation EU;
- 30,6 miliardi sono parte di un Fondo complementare, finanziato attraverso lo scostamento pluriennale di bilancio approvato nel Consiglio dei ministri del 15 aprile 2021.